# Tuffi ai campionati mondiali di nuoto 2007 - Trampolino 3 metri sincro maschile
Il concorso dei tuffi dal trampolino 3 metri sincro maschile dei campionati mondiali di nuoto 2007 è stato disputata il 19 marzo 2007 al Melbourne Sports and Aquatic Centre. La competizione, alla quale hanno preso parte 17 coppie di atleti provenienti da altrettante nazioni, si è svolta in due turni, il turno preliminare e la finale, in ognuno dei quali le coppie hanno eseguito una serie di sei tuffi.

## Medaglie
| Posizione | Atlete   | Nazionalità                       |
| --------- | -------- | --------------------------------- |
| Oro       | Cina     | Kai Qin Feng Wang                 |
| Argento   | Canada   | Alexandre Despatie Arturo Miranda |
| Bronzo    | Germania | Tobias Schellenberg Andreas Wels  |

## Risultati

### Preliminari
| Pos. | Nazione       | Atleti                                    | Tot.   | T1    | T2    | T3    | T4    | T5    | T6    | Ord. | Note |
| ---- | ------------- | ----------------------------------------- | ------ | ----- | ----- | ----- | ----- | ----- | ----- | ---- | ---- |
| 1    | Cina          | Kai Qin Feng Wang                         | 453,96 | 52,80 | 54,60 | 81,84 | 86,70 | 87,72 | 90,30 | 7    | Q    |
| 2    | Germania      | Tobias Schellenberg Andreas Wels          | 414,72 | 52,80 | 52,20 | 79,20 | 72,00 | 79,98 | 78,54 | 3    | Q    |
| 3    | Russia        | Aleksandr Dobroskok Gleb Gal'perin        | 411,96 | 51,60 | 55,80 | 79,80 | 81,90 | 69,36 | 73,50 | 13   | Q    |
| 4    | Stati Uniti   | Troy Dumais Mitchell Dale Richeson        | 403,17 | 49,20 | 51,60 | 78,18 | 76,50 | 64,80 | 82,95 | 4    | Q    |
| 5    | Italia        | Nicola Marconi Tommaso Marconi            | 400,50 | 52,80 | 48,00 | 79,98 | 67,50 | 77,52 | 74,70 | 15   | Q    |
| 6    | Canada        | Alexandre Despatie Arturo Miranda         | 393,21 | 52,20 | 52,20 | 72,90 | 77,29 | 74,46 | 64,26 | 5    | Q    |
| 7    | Ucraina       | Dmytro Lysenko Anton Zakharov             | 390,51 | 50,40 | 52,20 | 78,75 | 76,50 | 73,50 | 59,16 | 14   | Q    |
| 8    | Malaysia      | Yeoh Ken Nee Rossharisham Roslan          | 386,10 | 51,00 | 49,80 | 68,40 | 66,96 | 71,40 | 78,54 | 2    | Q    |
| 9    | Cuba          | Jorge Betancourt Erick Fornaris           | 384,45 | 52,80 | 53,40 | 71,61 | 63,00 | 70,20 | 73,44 | 11   | Q    |
| 10   | Svezia        | José Egana Daniel Egana                   | 379,32 | 50,40 | 48,00 | 75,60 | 68,82 | 70,20 | 66,30 | 1    | Q    |
| 11   | Finlandia     | Ville Vahtola Joona Puhakka               | 374,16 | 51,00 | 51,00 | 74,70 | 71,61 | 63,90 | 61,95 | 9    | Q    |
| 12   | Australia     | Scott Robertson Grant Nel                 | 371,40 | 48,60 | 52,20 | 64,80 | 72,54 | 63,90 | 69,36 | 12   | Q    |
| 13   | Grecia        | Thomas Bimis Alexandros Manos             | 363,15 | 46,20 | 51,00 | 51,30 | 65,10 | 76,65 | 72,90 | 17   |      |
| 14   | Corea del Sud | Seongchel Son Seunghun Ha                 | 347,94 | 51,00 | 52,20 | 68,40 | 63,90 | 53,94 | 58,50 | 16   |      |
| 15   | Brasile       | César Castro Cassius Duran                | 336,24 | 47,40 | 46,20 | 54,90 | 68,82 | 62,22 | 56,70 | 6    |      |
| 16   | Georgia       | Chola Chanturia Giorgi Gevorkyan          | 324,84 | 46,20 | 49,20 | 60,30 | 63,84 | 49,50 | 55,80 | 10   |      |
| 17   | Venezuela     | Luis Alberto Villarroel Emilio Colmenarez | 298,80 | 46,20 | 46,80 | 65,10 | 0,00  | 71,40 | 69,30 | 8    |      |

### Finale
| Pos. | Nazione     | Atleti                             | Tot.   | T1    | T2    | T3    | T4    | T5    | T6    | Ord. |
| ---- | ----------- | ---------------------------------- | ------ | ----- | ----- | ----- | ----- | ----- | ----- | ---- |
| 1    | Cina        | Kai Qin Feng Wang                  | 458,76 | 52,20 | 52,80 | 82,77 | 87,72 | 87,72 | 95,55 |      |
| 2    | Canada      | Alexandre Despatie Arturo Miranda  | 418,92 | 52,20 | 52,20 | 78,30 | 78,12 | 88,74 | 69,36 |      |
| 3    | Germania    | Tobias Schellenberg Andreas Wels   | 414,54 | 52,80 | 55,20 | 76,23 | 72,90 | 80,91 | 76,50 |      |
| 4    | Stati Uniti | Troy Dumais Mitchell Dale Richeson | 414,24 | 51,00 | 53,40 | 81,84 | 81,60 | 66,60 | 79,80 |      |
| 5    | Italia      | Nicola Marconi Tommaso Marconi     | 407,04 | 53,40 | 50,40 | 74,40 | 73,80 | 78,54 | 76,50 |      |
| 6    | Cuba        | Jorge Betancourt Erick Fornaris    | 400,38 | 53,40 | 52,20 | 78,12 | 65,10 | 72,00 | 79,56 |      |
| 7    | Australia   | Scott Robertson Grant Nel          | 389,55 | 51,00 | 51,00 | 75,60 | 77,19 | 60,30 | 74,46 |      |
| 8    | Malaysia    | Yeoh Ken Nee Rossharisham Roslan   | 386,37 | 51,60 | 48,60 | 63,90 | 67,89 | 84,00 | 70,38 |      |
| 9    | Ucraina     | Mnytro Lysenko Anton Zakharov      | 384,69 | 49,20 | 50,40 | 73,50 | 67,50 | 80,85 | 63,24 |      |
| 10   | Finlandia   | Ville Vahtola Joona Puhakka        | 378,57 | 50,40 | 48,60 | 74,70 | 68,82 | 65,70 | 70,35 |      |
| 11   | Svezia      | José Egana Daniel Egana            | 373,20 | 45,00 | 50,40 | 67,50 | 65,10 | 73,80 | 71,40 |      |
| 12   | Russia      | Aleksandr Dobroskok Glen Galperin  | 277,26 | 54,60 | 54,00 | 84,00 | 0,00  | 84,66 | 0,00  |      |